# Ute van der Mâer

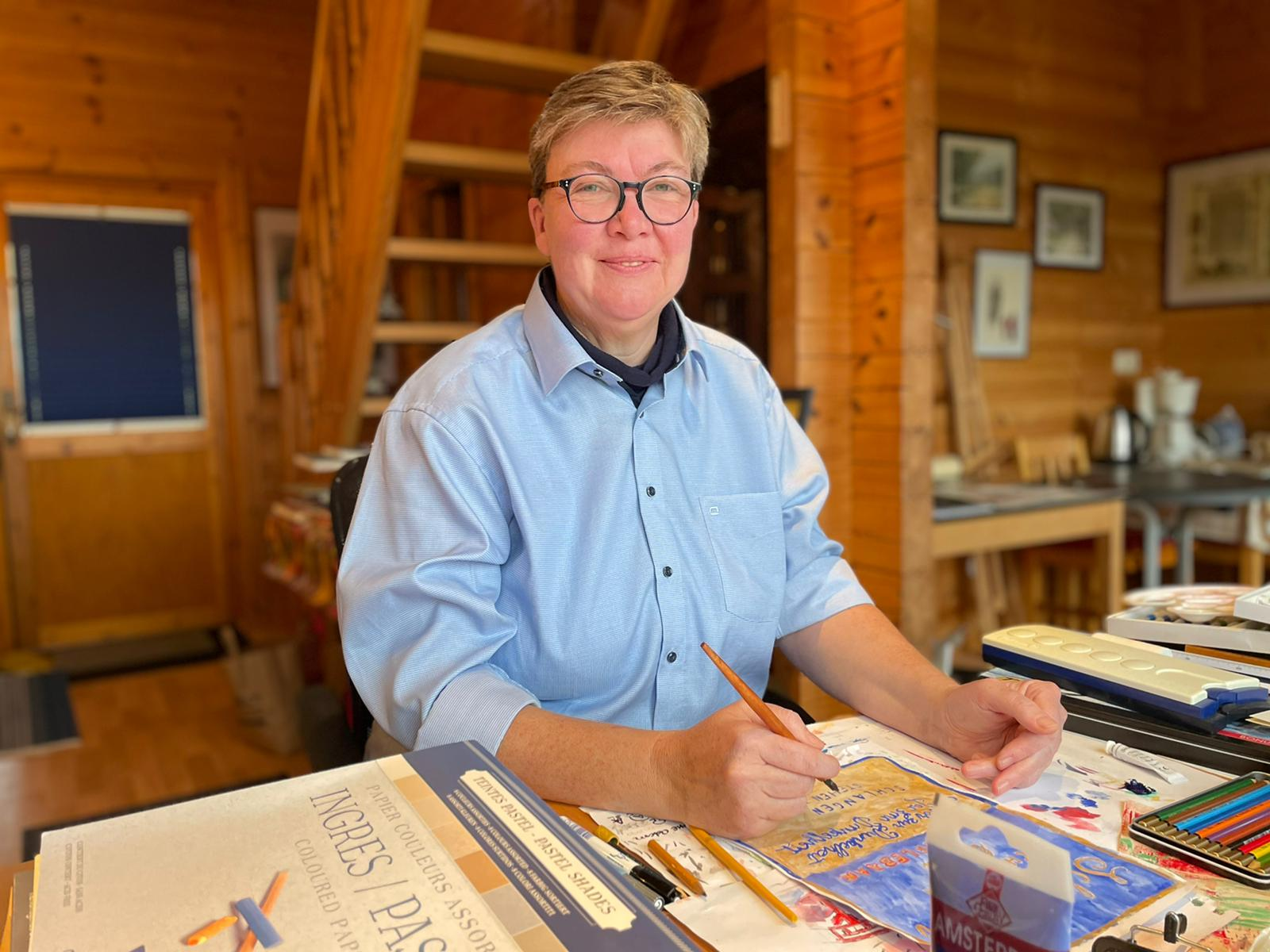
Ute van der Mâer (2020)

Ute van der Mâer OblOSB (* 17. Februar 1971 in Wolgast als Ute Straka) ist eine deutsche Komponistin, Musikpädagogin, Germanistin und Künstlerin.

## Leben und Wirken
Ute Straka wuchs im Seebad Bansin auf der Insel Usedom auf. Ihre Mutter Herta Straka war Lehrerin für Mathematik und Religion, ihr Vater Gerhard Straka Lehrer für Physik und Kunst. Von ihrem vierten Lebensjahr an erlernte sie verschiedene Musikinstrumente, zunächst Blockflöte, später Gitarre, Querflöte, Trompete und Klavier. Nach dem Abitur im Jahr 1989 belegte sie an der Universität Potsdam die Fächer Musikpädagogik und Germanistik und vertiefte ihre Studien bei Fritz Beinroth in den Fächern historische Musikwissenschaft und Musikästhetik sowie bei Vera Cheim-Grützner ebenfalls historischer Musikwissenschaft, Günther Eisenhardt Komposition, Manfred Grüttner Alte Musik und Wolfgang Roterberg Chor- und Orchesterleitung. Ihr künstlerisches Studium absolvierte sie in den Fächern Querflöte bei Christian Lau, Gesang bei Evelyn Unger-Fleck und Oboe bei Iva Becheva.
1994 legte Ute Straka ihr Staatsexamen in Germanistik und Musikpädagogik ab und arbeitete als Promotionsstudentin und wissenschaftliche Mitarbeiterin von Fritz Beinroth an der Universität Potsdam. Begleitend hierzu erfolgten vertiefende Studien zum Gregorianischen Choral insbesondere bei Pater Roman Bannwart OSB in Einsiedeln und Willibrord Heckenbach OSB in Maria Laach. Sie erhielt ein Promotionsstipendium der Universität Potsdam und wurde 1998 mit einer Arbeit über „Die Pflege des Gregorianischen Chorals im deutschsprachigen Raum“ zur Doktorin der Philosophie promoviert. Während ihres Studiums war sie Mitglied des von Gerold Herrmann geleiteten Musiktheaters, des Universitäts-Kammerhores (Wolfgang Roterberg) und des Potsdamer-Oratorienchors (Matthias Jacob).
Seit 1999 ist van der Mâer an der „Europäischen Gesamtschule Insel Usedom“ als Gymnasiallehrerin mit den Fächern Musik und Deutsch tätig. Während dieser Zeit entstanden zahlreiche Kompositionen. Zu ihren Werken zählen u. a. Musicals und Arrangements für Blasinstrumente. Parallel dazu entfaltete sie ihre schriftstellerische Tätigkeit im Kreativbüro Bansin. 2003 heiratete sie den Musikethnologen Jean-Pierre-Filip van der Mâer.
Von 2013 bis 2014 studierte van der Mâer zudem Künstlerische Grafik und seit 2017 Zeichnen und Malen an der ILS in Hamburg. 2017 eröffnete sie ein Atelier in Bansin, wo eine Dauerausstellung ihrer Werke zu sehen ist. Van der Mâer ist Mitglied des Abt-Herwegen-Instituts in Maria Laach.

## Werke (Auswahl)

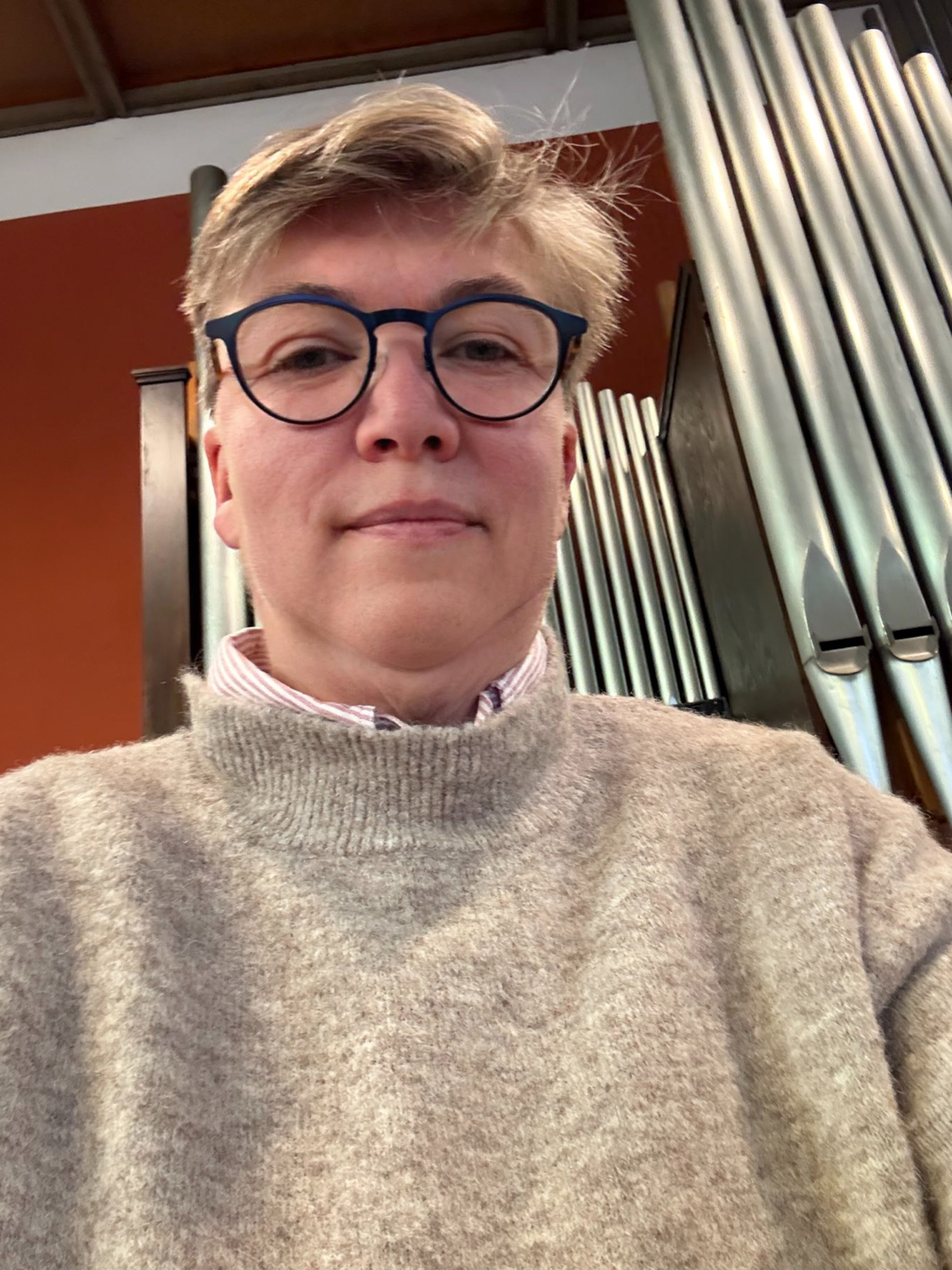
Ute van der Mâer (2024)

### Bücher
Autorin
- (Ute Straka): Die Pflege des gregorianischen Chorals im deutschsprachigen Raum. Phil. Diss., Potsdam 1998.
- Bansiner Strandgespräche. Gemeinsam mit Barbara Stühlmeyer. Norderstedt 2021, ISBN 978-3-7534-4373-7.
- Make Your own day : with your own ideas. Gemeinsam mit Barbara Stühlmeyer. Norderstedt 2021, ISBN 978-3-7543-0659-8.

Herausgeberin
- Bis orat qui cantat : Festschrift zum 60. Geburtstag von Ludger Stühlmeyer. Norderstedt 2021, ISBN 978-3-7543-9507-3.

### Beiträge in Publikationen
- (Ute Straka): Gregorianischer Choral in deutschsprachigen Klöstern, in: Erbe und Auftrag, Jg. 72, Beuron 1996, S. 138–148.
- Gedanken zu Ludger Stühlmeyers Motette „Gib Frieden, Gott, zu unsrer Zeit“, in Heinrichsblatt, Nr. 11, Bamberg 13. März 2022, S. 30 Kultur.

### Kompositionen
Ute van der Mâer komponiert für Chor und Instrumente, u. a. Arrangements für Chor und Orchester sowie Musicals und Tanztheater.
- 2000: Chorsatz (dreistimmig) „Mareile“, Text: Ute van der Mâer, UA: Heringsdorf, Kirche im Walde, 28. Mai 2000.
- 2000: Chorsatz (dreistimmig) „Tanja“, Text: ukrainische Volksweise, UA: Heringsdorf, Kirche im Walde, 28. Mai 2000.
- 2000: Chorsatz (dreistimmig) „Pommernlied“, Text: Adolf Pompe, UA: Heringsdorf, Kirche im Walde, 9. Dezember 2000.[8]
- 2001: Chor- und Instrumentalsatz (SATB) „Alles muss klein beginnen“, Text: Gerhard Schöne, UA: Heringsdorf, Kirche im Walde 24. Juni 2001.[9]
- 2001: Chor- und Instrumentalsatz (SATB) „Ich bin ein Gast auf Erden“, Text: Gerhard Schöne, UA: Heringsdorf, Kirche im Walde, 24. Juni 2001.
- 2002: Musical „Annabells wundersame Reise zum ICH“, UA: Heringsdorf, Kaiserbädersaal 2003.
- 2005: Musical „Aber Herr Professor“, UA: Heringsdorf, Kaiserbädersaal 30./31. Mai 2005.[10]
- 2006: Tanztheater „Zwischen Tag und Traum“, UA: Heringsdorf, Kaiserbädersaal 2014.[11]
- 2009: Musical „Wicked – die Hexen von Oz“, UA: Heringsdorf, Kaiserbädersaal 30. Juni 2009.
- 2014: Musical „In 90 Minuten um die Welt“, UA: Heringsdorf, Kaiserbädersaal 30. Juni 2014.[12]
- 2020: „Tumbalalaika“ (yiddische Volksweise) für Posaunenchöre, ISBN 978-3-7531-1663-1.[13]

### Grafiken
- Buchcover Lebendiges Licht. Sabat-Verlag, Kulmbach 2021, ISBN 978-3-943506-93-8.
- Buchcover Lichtwege : Aphorismen im Kirchenjahr. Sabat-Verlag, Kulmbach 2021, ISBN 978-3-943506-95-2.
- Buchcover Siehe, ich mache alles neu! Sabat-Verlag, Kulmbach 2022, ISBN 978-3-94350675-4.
- Grafik für eine Bernhard-Lichtenberg-Kerze. Wort und Bild Verlag, Baierbrunn November 2022.

## Auszeichnungen und Zueignungen
- 2004: Preis der Europäischen Union für Pop- und zeitgenössische Musik,[14] für Annabels wundersame Reise zum ICH.[15]
- 2021: Ludger Stühlmeyer widmete Ute van der Mâer eine Komposition für Blechbläserensemble. UA: Seebad Bansin, Strandpavillon, 12. September 2021, Posaunenchor der Landeskirchlichen Gemeinschaft Usedom, Leitung: Landesposaunenwart Helmut Friedrich.[16]